# Annika Kuhl

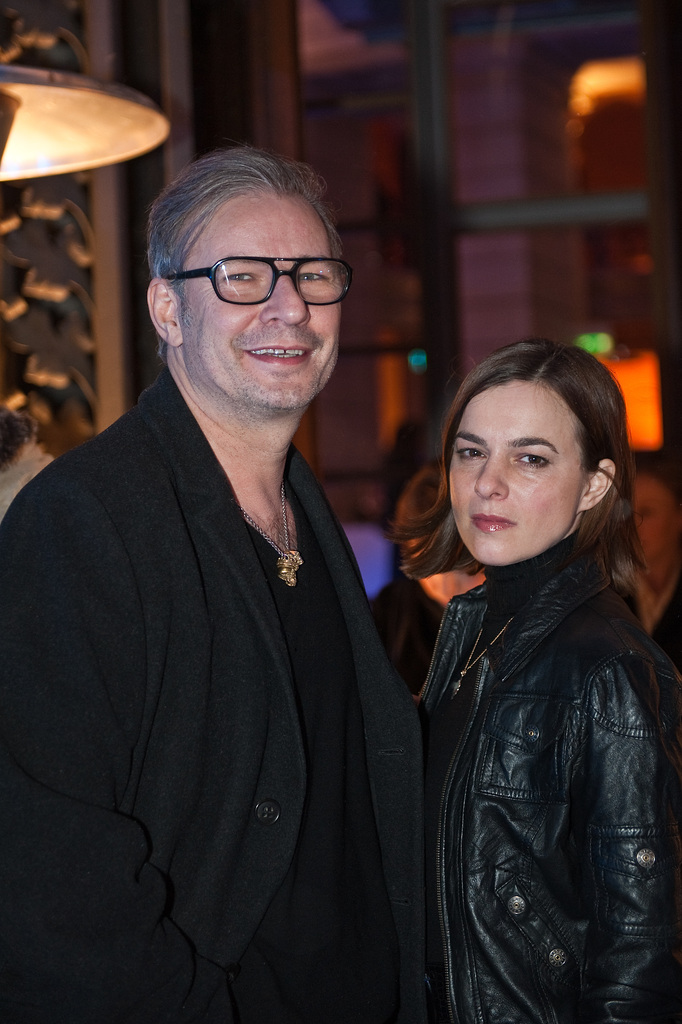
Annika Kuhl mit Leander Haußmann auf der Berlinale 2010

Annika Kuhl (* 28. August 1972 in Wuppertal) ist eine deutsche Theater- und Filmschauspielerin.

## Leben
Annika Kuhl machte ihr Abitur am Märkischen Gymnasium in Schwelm (Nordrhein-Westfalen) und absolvierte ihr Schauspielstudium von 1993 bis 1996 an der Schauspielschule Bochum (ehemals Westfälische Schauspielschule). Sie debütierte 1996 am Schauspielhaus Bochum, dessen Ensemble sie bis Mitte 2000 fest angehörte.
Kuhl lebt in Berlin. Sie spricht fließend Französisch und Englisch und arbeitete bislang unter anderem mit ihrem Ex-Lebenspartner, dem Regisseur Leander Haußmann, sowie Werner Schroeter und Claus Peymann.
Mit Haußmann hat sie zwei Töchter, die 2010 geborene Edwina Kuhl und deren sieben Jahre ältere Schwester.

## Filmografie
- 1999: Sonnenallee
- 2002: Deux
- 2003: Herr Lehmann
- 2005: NVA
- 2005: Kabale und Liebe
- 2006: Tatort: Gebrochene Herzen (Fernsehreihe)
- 2006: SOKO Leipzig – Hundeleben
- 2007: Dr. Psycho (Fernsehserie)
- 2007: Tatort: Nachtgeflüster
- 2007: Warum Männer nicht zuhören und Frauen schlecht einparken
- 2007: Ich heirate meine Frau
- 2008: Robert Zimmermann wundert sich über die Liebe
- 2008: Der Baader Meinhof Komplex
- 2009: Böseckendorf – Die Nacht, in der ein Dorf verschwand
- 2009: Glückliche Fügung
- 2010: Tatort: Der Schrei
- 2010: Der Mauerschütze
- 2010: Das rote Zimmer
- 2010: Undercover Love (Fernsehfilm)
- 2011: Letzte Spur Berlin – Entzugserscheinung
- 2012: Ein vorbildliches Ehepaar
- 2013: Hai-Alarm am Müggelsee
- 2013: Tore tanzt
- 2013: SOKO Wismar – Beste Freunde
- 2013: Tatort: Er wird töten
- 2013: Polizeiruf 110: Kinderparadies
- 2013: Mord in den Dünen
- 2013: SOKO: Der Prozess – Bis die Maske fällt
- 2014: Löwenzahn – Archäologie – Wikinger in Bärstadt
- 2014: Der Geruch von Erde
- 2014: Der Kriminalist – Ums Leben betrogen
- 2014: Polizeiruf 110: Hexenjagd
- 2015: Elixir
- 2015: Der Kotzbrocken
- 2015: Kommissar Dupin – Bretonisches Gold
- 2015: Letzte Ausfahrt Sauerland
- 2015: Tatort: Verbrannt
- 2016: Papa und die Braut aus Kuba
- 2016: Der Staatsanwalt – Tödliche Fürsorge
- 2016: Alles aus Liebe
- 2016: Ein Mann unter Verdacht
- 2016: Kommissarin Lucas – Schuldig
- 2017: SOKO Leipzig – Frankenstein
- 2017: Wilsberg – Die fünfte Gewalt
- 2017: Frühling – Zu früh geträumt
- 2017: Letzte Spur Berlin – Freispruch
- 2018: Wach
- 2018: Morden im Norden – Hinter der Fassade
- 2018: SOKO Hamburg: Tödliche Ernte
- 2018: Der Wunschzettel
- 2018: Hotel Heidelberg: Kinder, Kinder!
- seit 2018: Ein Fall für Dr. Abel (Fernsehreihe)
  - 2018: Zersetzt
  - 2019: Zerschunden
  - 2019: Zerbrochen
- 2018: Tatort: Damian
- 2019: Tatort: Lakritz
- 2019: SOKO Leipzig – Der Rattenfänger
- 2020: Spreewaldkrimi – Zeit der Wölfe
- 2020: Sløborn (Fernsehserie, 8 Folgen)
- 2021: Der Bergdoktor – Aus Mut gemacht
- 2021: Ein starkes Team: Verdammt lang her (Fernsehreihe)
- 2021: Legal Affairs
- 2022: Der Alte – Folge 448: Tod am Kliff
- 2022: Muttertag – Ein Taunuskrimi
- 2022: Polizeiruf 110: Abgrund
- 2024: Morden im Norden – Alte Schuld
- 2024: Reset – Wie weit willst du gehen?
- 2025: Polizeiruf 110: Böse geboren